# Beisfjord-massakren
Beisfjord-massakren i Norge fandt sted natten til 18. juli 1942 i Beisfjord i Norge. Beisfjord var en krigsfangelejr 12 km sydøst for Narvik oprettet af SS i juni 1942 for 900 jugoslaviske fanger. Beisfjord var den fangelejr i Norge, hvor flest jugoslaviske fanger døde: 748 af 900 på fire måneder. 4.268 jugoslaviske fanger opholdt sig i Norge fra juni 1942 til 1945; omkring 2.400 blev dræbt eller døde af sygdom og underernæring. De fleste var taget til fange som partisaner eller sympatisører i Jugoslavien og afventede dødsstraf. I stedet for sendte SS dem til Norge for at arbejde i Trøndelag, Nordland og Finnmark i 25 lejre. I den første periode, da SS havde ansvaret, døde 72 % af de jugoslaviske fanger. Da de blev overført til Wehrmacht og fik krigsfangestatus, sank dødsraten til 18 %.
Ved massakren i juli 1942 blev 288 fanger dræbt i Lager I Beisfjord, som den tyske besættelsesmagt kaldte lejren. Den har været beskrevet som en udryddelseslejr;   den er også blevet kaldt "koncentrationslejr" og "serberlejr".
Den tyske rigskommissær i Norge, Josef Terboven, beordrede massakren nogle dage tidligere.

## Baggrund
I april 1941 angreb Tyskland og landets allierede kongeriget Jugoslavien. Efter ti dages kampe blev en ny stat oprettet: Kroatien, styret af et tyskvenligt marionetregime, der slog hårdt ned på alle former for modstand. Store dele af befolkningen blev arresteret og interneret i fangelejre. Mest udsat var serbere. Lederen for den tyske besættelsesmagt i Norge, Josef Terboven, opdagede, at jugoslaviske lejre var overfyldte, og han fik nogle af fangerne sendt til Norge som arbejdskraft. I modsætning til de sovjetiske krigsfanger var jugoslaverne ikke taget til fange i krig og blev langt værre behandlet. Jugoslaverne var arresteret som fjender af regimet og dømt til døden. Uden krigsfangestatus var de heller ikke beskyttet af Genèvekonventionen, som indeholder bestemmelser om behandlingen af krigsfanger. SS omtalte dem som mordere og banditter, der fortjente at dø. De jugoslaviske fanger blev udsat for tortur og dræbt i en målestok, som ellers kun kendes fra jødeudryddelserne. Det første år døde henved 2.000. SS styrede lejrene; men vagthold sørgede nordmænd i NS-organisationen Hirden for. Otte af ti jugoslaviske fanger døde af tortur, sult, sygdom eller regulær henrettelse det første år. Dødeligheden var langt højere end for sovjetiske soldater. Eksempelvis blev de tvunget til at arbejde med bar overkrop i det kolde klima.

### Vejvæsenet og statsbanerne
Udbygningen af et godt vej- og jernbanenet i Norge var vigtigt for den tyske besættelsesmagt, der havde brug for at flytte sine tropper hurtigt og sikkert ind mod Sovjetunionens grænse. Dertil behøvede den tyske krigsindustri sikker og effektiv tilgang til metal; først og fremmest jernmalm fra Kiruna og nikkel fra Petsamo. Skibstransport var udelukket, da allierede fly lurede langs den norske kyst, og Østersøen frøs til om vinteren. Ikke mindre end 140.000 tvangsarbejdere kom til Norge under anden verdenskrig; de 20.000 døde under arbejdet med udbedring og udbygning af jernbaner, veje, lufthavne og anden infrastruktur.
De jugoslaviske fanger blev først sat til at udbygge vejnettet i Norge, hovedsageligt på strækningerne Rognan–Langset, Elsfjord–Korgen, Mo–Krokstrand og Karasjok–den finske grænse, og dertil Bjørnefjell-vejen. I tilknytning til disse strækninger lå fangelejrene Karasjok, Beisfjord, Botn, Osen og Korgen, bygget af Vejvæsenet. På to af vejstrækningerne ledede Vejvæsenet også arbejdet.

## Lejren i Beisfjord
24. juni 1942 lagde Kerkplein til i Narvik havn. På Fagernes kaj blev 900 fanger landsat. Derfra gik de ti km til Beisfjord og den nybyggede fangelejr. På vejen faldt fanger om af udmattelse, og vagterne slog dem med stokke eller stak dem med bajonetter. Fem fanger omkom langs vejen og én blev skudt. Også norske vagter deltog i mishandlingen. I lejren blev fangerne fordelt i syv barakker på en stor mark midt i den lille bygd. Det var også barakker til vask, køkken og latriner. Ved siden af lå lejrledelsens og vagternes barakker. Der var omkring 150 tyske vagter fra Ordnungspolizei under SS; dertil omkring 50 norske vagter fra Hirdvaktbataljonen, senere SS-Vaktbataljon. Nordmændene havde meldt sig frivilligt, lokket af gode økonomiske betingelser. Fangerne blev brutalt behandlet; de måtte ikke opholde sig inde i barakkerne mellem kl. 5 om morgenen og kl. 20 aften, og selv i regn og kulde skulle de gå halvnøgne rundt. Officerer og vagter gik omkring i lejren og fik tiden til at gå med at beordre fanger til at løbe lejren rundt, eller køre trillebør med medfanger i. Magtede de det ikke, blev de slået. De fik dagligt kun 250 gram brød, lidt margarine og en suppe med nogle grøntsager i. De syge blev indlagt i barakker, hvor der hverken var senge eller madrasser, så de var nødt til at ligge direkte på gulvet. Antallet syge og nedbrudte fanger forøgedes hurtigt:
- 5. juli 1942: 87 syge / 800 raske
- 10. juli 1942: 175 syge / 710 raske
- 14. juli 1942: 205 syge / 677 raske
- 16. juli 1942: 260 syge / 618 raske
- 17. juli 1942: 310 syge / 566 raske[4]

12. juli 1942 kom nogle tyske officerer, en tysk og en norsk læge på inspektion. Under forhør af den britiske krigsforbryderkommisionen i efteråret 1945, udtalte den norske læge: "Alle fanger havde lus og var ubeskriveligt afmagrede. De fleste i snavset og forrevet tøj og uden sko. De havde sår og bylder over hele kroppen fra dårlig mad og mangel på hygiejne. De syge lå som sild. De lå direkte på gulvet uden nogen form for medicinsk hjælp. Der var medicin, men det var forbudt at bruge den på serbere. Hver morgen var der 15-20 nye tilfælde af isolation, og hver morgen døde omtrent det samme antal. De døde blev taget udenfor og smidt i massegrave. Disse mennesker havde arbejdet under absolut ubeskrivelige omstændigheder." SS-officerernes mistanke om tyfus var nu bekræftet af lægen. Tyfoidfeber må diagnosticeres ved prøver af blod eller afføring. Den norske læge tog 85 fanger ud, som angiveligt havde tyfus. Han skal ikke have undersøgt dem grundigt, med udpeget dem på afstand. De blev umiddelbart sendt til sygebarakken. Konsekvenserne for dem, der fejlagtigt fik diagnosen tyfus, var forfærdelig. Rigskommissær Terboven ankom til lejren 15. juli. Lejren blev delt i to med pigtråd. Den tyske læge samlede de syge i to barakker. Derefter startede arbejdet med at få gravet store grøfter udenfor pigtrådshegnet.

## Massakren
Om aftenen 17. juli blev 588 uden tyfus ført ud af lejren med kurs mod et karantænested på Bjørnefjell. 287 blev tilbage i sygebarakkerne. Vagterne satte maskingeværer op på taget af en barak og i et vagttårn, og i grupper på 20 blev de syge ført ud til grøfterne udenfor pigtråden. Her blev de skudt. Nogle fanger barrikaderede sig i den ene barak. Så satte SS ild til barakken, og de syge indebrændte. De to yngste fanger var 14 år gamle, den ældste 58.
Det er den størst kendte massakre på norsk jord. 17 norske fangevogtere deltog.

## Lejren på Bjørnfjell
De 588 fanger, der måtte gå de 30 km til Bjørnfjell i karantæne, måtte i to uger overnatte udendørs. Kun vogternes barakker stod færdige. Fangerne måtte i gang med at bygge barakker til dem selv. SS inspicerede fangerne nøje og skød uden videre de syge. 22. juli, to dage efter ankomsten, måtte alle fanger løbe lejren rundt seks gange. Ti fanger klarede det ikke og blev skudt nede ved vandet i en grav, der snart fyldtes af døde. Den type løb blev gentaget med flere døde som resultat. Fangerne skulle anlægge vej til grænsen, men manglede værktøj. De forsøgte at holde modet oppe med at synge sange hjemmefra. Efter fem uger på Bjørnfjell var 242 fanger døde. De sidste 43 var syge, der blev skudt under tilbageturen til Beisfjord. 346 fanger returnerede til Beisfjord 25. august.

## Retsopgøret
Syv af de omkring 20 SS-officerer, der arbejdede i lejrene i Beisfjord og Øvre Jernvann, blev arresteret og i foråret 1946 sendt til Beograd, hvor de fik dødsstraf. I 2012 fandt man også navnene på de 400 norske fangevogtere, der dog ikke blev offentliggjort. Vogterne kom fra hele Norge, dog flest fra Østlandet. Oplæringen blev givet af tyskere i en egen lejr ved Halden. Efter krigen blev kun 50 af fangevogterne tiltalt og dømt. Halvdelen blev dømt for drab, resten for grov mishandling. Under retssagerne var det helt klart, at de tiltalte støttede hinanden i bortforklaringer. I Norsk rettstidende er flere sager fremlagt. Den ene, Lars S., 43 år gammel fra Vestlandet, var NS-medlem og far til fire, da han tog vagttjeneste i Osen lejr i Vefsn, hvor fangerne arbejdede på vejen over Korgfjellet. 11 syge fanger skulle blive liggende på jorden, og SS-officeren bad Lars S. om at skyde dem, der forsøgte at rejse sig. En fange løftede hovedet, og Lars S. skød ham. Efter krigen blev han idømt syv års tvangsarbejde. Hans appel førte kun til, at Højesteret skærpede dommen til 16 års fængsel for drab. Alligevel slap Lars S. ud efter fem og et halvt år. Flere af de drabsdømte fik ellers 12 års fængsel; men allerede i 1948 blev straffene halveret.
I 1949 blev et mindesmærke rejst til minde om de jugoslaviske fanger i Beisfjord.
Efter krigen åbnedes massegravene, og de døde blev gravlagt blandt andet i Narvik og på Tjøtta.

## Reaktioner på massakren

### Kritik af manglende fokus på nordmænds deltagelse
Hirden var oprindeligt NS' eget elitekorps, en form for politisk politi med klart definerede opgaver indenfor vagthold og orden. Under den tyske besættelse gjorde Quisling hirdmedlemskab obligatorisk for alle op til 30 år, og fra 1943 var Hirden formelt en del af den norske hær. Der dannede sig også et indtryk af Hirden som tyskernes håndlangere. Dels som vagter i arbejdslejrene, hvor de deltog i vilkårlig sadisme og grufulde voldshandlinger. Dels som rekrutter (dog ofte under pres) til Waffen-SS og soldater på Østfronten.
Flere i Hirdvaktbataljonen var yderst brutale og blottet for disciplin. Selv tyskerne mente, at de gik langt over stregen; mens andre foretog henrettelser med trusler om dødsstraf, hvis de afslog at følge de brutale ordrer. Juraprofessor Nils Christie har udtalt: "I dag sender vi skoleungdom til Auschwitz for at lære om folkemord og ondskab, tortur og lidelser. De fleste af dem aner intet om, at vi havde det samme her i landet. Vi kunne ha’ sendt de unge nordpå i stedet for."

### Leder ved Simon Wiesenthal-centerets afdeling i Jerusalem
I 2013 ønskede Efraim Zuroff, direktør ved Simon Wiesenthal-centeret i Jerusalem, at genoptage jagten på nulevende soldater fra SS-Division Wiking, som blandt andet var med til at massakrere jøder på Østfronten for 70 år siden; på soldater, der tjenestegjorde ved Hirdvaktbataljonen i Nordnorge og udsatte serbiske krigsfanger for grusomme overgreb og på de nordmænd, der deltog i arrestationerne af jøder under krigen. Tidligere var forældelsesfristen for krigsforbrydelser 25 år, og krigsforbrydere benyttede Norge som frihavn for at slippe for tiltale. Forældelsesfristen blev derfor fjernet.